# Gaetana Andolfati Goldoni
Gaetana Andolfati Goldoni (Venezia, 1768 – Modena, 1830) è stata un'attrice teatrale italiana.

## Biografia
Esponente di una famiglia di attori attivi tra il Settecento e la prima metà dell'Ottocento, erano attori già i suoi genitori, il padre Bartolomeo Andolfati (famoso per il suo ruolo della maschera carnevalesca Pantalone) e la madre Teresa, e i cinque fratelli, tra cui Pietro Andolfati.
Iniziò a recitare sin dalla tenera età nella compagnia del padre, poi in quella del fratello Pietro. Sposò l'attore Antonio Goldoni, nella cui compagnia fu prima attrice. Dopo la morte del marito, nel 1818, continuò l'impresa coniugale con il nipote P. Riva.
Fu molto apprezzata per il talento e l'aspetto fisico. Nel suo repertorio figurano molte opere dell'Alfieri quali Merope, la Sofonisba, l'Ottavia e l'Antigone. Notevole successo ebbe nella Semiramide di Voltaire.
Come dimostrazione della grande stima di cui godeva Gaetana già nel suo tempo, un suo contemporaneo, tale Colomberti, la descrisse come "sciolta e giocosa nella commedia, nobile e sensibile nel dramma, statuaria nei suoi gesti e imponente nel declamare la tragedia".
Inoltre, lo scrittore torinese Vincenzo Gianotti nel 1807 avrebbe dedicato all'attrice una canzone intera, intitolata Alla valente attrice Gaetana Andolfati - Goldoni.